# Clade sans répétition inversée
Clade
Synonymes
- Galegeae sensu lato sensu Polhill, 1981
- Temperate herbaceous clade
- THC

Le Clade sans répétition inversée (en anglais Inverted repeat-lacking clade ou IRLC) est un clade de plantes à fleurs de la famille des Fabaceae, de la sous-famille des Faboideae (ou Papilionoideae), du clade des Meso-Papilionoideae, du clade des accumulateurs d’acides aminés non protéinogènes (en anglais Non-protein amino acid-accumulating clade ou NPAAA) et du clade des Hologalegina.
Il comprend des espèces à qui il manque les deux répétitions inversées de 25kb dans leurs génomes chloroplastiques.

## Liste des sous-taxons
- tribu des Astragaleae (syn. Galegeae)
- tribu des Cicereae
- tribu des Hedysareae
- tribu des Fabeae
- tribu des Trifolieae
- tribu des Wisterieae
- Incertae sedis
  - genre Glycyrrhiza L.

## Publication originale
- (en) Wojciechowski MF, Sanderson MJ, Steele KP, Liston A (2000). "Molecular phylogeny of the "temperate herbaceous tribes" of papilionoid legumes: A supertree approach". In Herendeen PS, Bruneau A (eds.). Advances in Legume Systematics, Part 9. Kew, UK: Royal Botanic Gardens. pp. 277–298.  (ISBN 184246017X).
- (en) Wojciechowski MF, Lavin M, Sanderson MJ (2004). "A phylogeny of legumes (Leguminosae) based on analysis of the plastid matK gene resolves many well-supported subclades within the family". Am J Bot. 91 (11): 1846–1862. DOI 10.3732/ajb.91.11.1846, PMID 21652332.
- (en) Wojciechowski MF. (2013). "Towards a new classification of Leguminosae: Naming clades using non-Linnaean phylogenetic nomenclature". S Afr J Bot. 89: 85–93. DOI 10.1016/j.sajb.2013.06.017.